# محمد الغربي عمران
محمد الغربي عمران (ولد 1958) هو كاتب قصة قصيرة، روائي، وسياسي يمني. معروف بروايته المثيرة للجدل مصحف أحمر. وهو أيضا وكيل سابق لصنعاء. ولد في ذمار ودرس التاريخ في الجامعة وحصل على درجة الماجستير في هذا التخصص. كتب خمس مجموعات من القصص القصيرة بدءا بالشراشف (1997). ترجمت قصصه إلى اللغتين الإنجليزية والإيطالية ولقد وردت في مختارات بلغات أجنبية مثل البرتقال في الشمس (2007) وبيرل ديلو اليمن (2009).نشرت رواية مصحف أحمر لأول مرة من بيروت في يناير 2010. تناولت الرواية المشاكل الاجتماعية الشائكة مثل التطرف واضطهاد المرأة في المجتمع اليمني. الغربي عمران يرأس نادي القصة اليمني ( ال مقه). حائز على جائزة الطيب صالح عن روايته «ظلمة يائيل».

## الكتب

### قصص قصيرة
- الشراشف (1997)
- الظل العاري (1998)
- حريم عزكم الله، مركز الحضارة العربية للإعلام، 2005
- ختان بلقيس (2002)
- منارة سوداء (2004)

### روايات
- مصحف أحمر، رياض الريس للكتب والنشر، 2010
- ظلمة يائيل، طوى للنشر والإعلام، 2012
- الطريق إلى مكة، دار العين للنشر، 2013
- الثائر، دار الساقي للطباعة والنشر، 2014
- مسامرة الموتى، دار الهلال، 2016
- مملكة الجواري، نوفل، 2017
- حصن الزيدي، هاشيت أنطوان، 2019
- بر الدناكل، نوفل، 2021

## الجوائز
- حاز على جائزة الطيب صالح للإبداع الأدبي عن روايته «ظلمة يائيل» في عام 2012.[3]

## وصلات خارجية
- صفحة اقتباسات محمد الغربي عمران على موقع أبجد
- صفحة اقتباسات محمد الغربي عمران على موقع أبجد